# Кренке, Николай Петрович
Никола́й Петро́вич Кре́нке (1892—1939) — советский ботаник. Известен работами по экспериментальной морфологии (трансплантация и регенерация у растений, растительные химеры), возрастной изменчивости растений.

## Биография

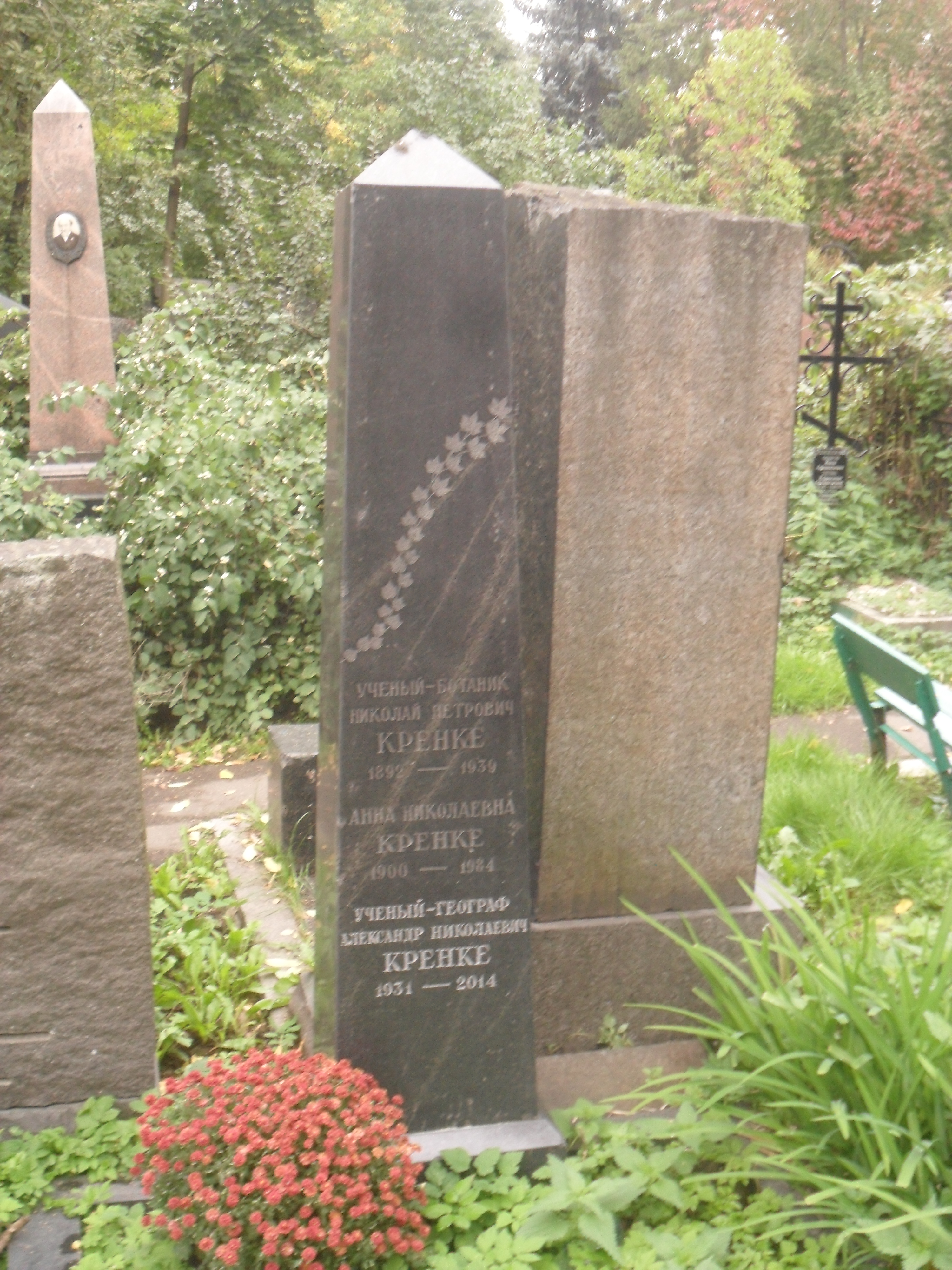
Могила Кренке на Новодевичьем кладбище Москвы.

Родился 21 июля (2 августа) 1892 года в Тифлисе в семье военного инженера-электрика.
Среднее образование получил в Петербурге, а затем поступил в Инженерное училище, которое окончил в 1913 году.
Во время первой мировой войны был на фронте, где получил ранение и несколько контузий. Участвовал в гражданской войне, находясь в рядах Красной Армии. По состоянию здоровья в 1919 году он был демобилизован из армии — сказались последствия ранения и боевых контузий.
После демобилизации поступил в Тбилисский политехнический институт на сельскохозяйственный факультет. Здесь он осуществил своё давнее желание и начал изучать биологическую науку и заниматься научными исследованиями. Завершив обучение в 1921 году продолжил работать в том же институте на кафедре анатомии и физиологии растений под руководством академика С. Г. Навашина.
В 1924 году Николай Петрович переехал в Москву и продолжил свою научную деятельность в Биологическом институте имени К. А. Тимирязева вначале на должности старшего научного сострудника, а впоследствии (с 1926 года) уже настоящим членом института. В это же время Н. П. Кренке активно занимается созданием агроботанического отдела в Биологическом музее имени К. А. Тимирязева и возглавляет агробиологическую кафедру в Московском политико-просветительном институте.
С 1931 года и до конца жизни — заведующий отделением фитоморфогенеза Биологического института имени К. А. Тимирязева, которое было организовано при его деятельном участии. Позднее (1936 год) это отделение было переименовано в лабораторию морфологии развития растений, а с 1938 года лаборатория вошла в состав Института генетики Академии наук СССР.
В 1935 году президиум Академии наук СССР присудил А. П. Кренке степень доктора биологических наук по кафедре ботаники.
К 1939 году тяжелое заболевание (лимфосаркома) сделало жизнь учёного полной невыносимых страданий, но он продолжал работать до последнего дня своей жизни. Умер 25 ноября 1939 года в Москве, оставив своим сотрудникам завещание: «Живите, работайте сплочённо, не теряйте единой цели, не разбрасывайтесь. Работайте для страны нашей, а не только для науки вообще. Ваш Кренке.» Похоронен в Москве на Новодевичьем кладбище (4 уч. 26 ряд).

## Семья
Был женат на Анне Николаевне Савицкой (1900—1984), дочери Члена Государственного Совета в 1915-1917 гг., эмигранта, жившего с 1920 года в Праге.

## Сочинения
- Хирургия растений (травматология). — М.: Новая деревня, 1928. — 657 с.
- Ряд наследственных отклонений в семядольном аппарате покрытосеменных и механизм его возникновения // Сборник имени Сергея Гавриловича Навашина. В честь  40-летней научной деятельности его (1883-1923) и 25-летия открытия им двойного оплодотворения (1898-1923). — М.: Изд. Гос. Тимирязеского научно-иссл. ин-та, 1928. — С. 145—153.
- Замечания о межсемейственных прививках // Феногенетическая изменчивость : сборник. — М., 1933. — С. 303—318.
- Кренке Н. П., Бельская Т. Н., Дубовицкая Н. И. Методы получения придаточных побегов у картофеля в целях создания полиплоидных сортов и химер // Феногенетическая изменчивость : сборник. — М., 1933. — С. 173—286.
- Теория циклического старения и омоложения растений и практическое её применение. — М.: Сельхозгиз, 1940. — 136 с.
- Химеры растений. — М.—Л.: АН СССР, 1947. — 338 с.
- Регенерация растений. — М.—Л.: АН СССР, 1950. — 676 с.
- Трансплантация растений. — М., 1966.